# Екс (Нор)
Екс (фр. Aix) насеље је и општина у североисточној Француској у региону Север-Па д Кале, у департману Север која припада префектури Дуе.
По подацима из 2011. године у општини је живело 1113 становника, а густина насељености је износила 169,92 становника/km². Општина се простире на површини од 6,55 km². Налази се на средњој надморској висини од 38 метара (максималној 47 m, а минималној 22 m).

## Демографија
| 1962. | 1968. | 1975. | 1982. | 1990. | 1999. | 2011. |
| ----- | ----- | ----- | ----- | ----- | ----- | ----- |
| 500   | 579   | 644   | 690   | 777   | 933   | 1.113 |

График промене броја становника у току последњих година